# Uska-Órotxskaia
Uska-Órotxskaia (en rus: Уська-Орочская) és un poble del krai de Khabàrovsk, a Rússia, que el 2012 tenia 766 habitants. Pertany al districte rural de Vàninski.